# 末次弘季
末次 弘季（すえつぐ こうき、1998年（平成10年）6月11日 - ）は、日本のピアニスト。
ショパン音楽教室の室長。

## 略歴
埼玉県生まれ。幼少時はスポーツや音楽など幅広い分野に興味を持つ。漫画「ピアノの森」を読み、ピアニストに憧れる。
14歳より本格的にピアノを研鑚し始め、埼玉県の音楽大学付属高等学校に在学。2015年、読売新聞ジュニアプレスに所属し、学業と取材活動を両立する。
2017年よりポーランド国立ショパン音楽大学学士課程器楽科ピアノ専攻に入学し、2021年、同大学を卒業。　2021年より同大学研究科ピアノ専攻に在学。
これまでに、横山幸雄、山本貴志、アンナ・ヤスシェンプスカ・クイン、イェルジ・ステルチンスキ、ヨアンナ・ワヴリノヴィチ各氏に師事。
2021年、ショパン音楽大学在学中のピアニストが教えるオンラインピアノレッスンを提供するショパン音楽教室を立ち上げる。その後、ワルシャワで現地在住者向けにピアノレッスンも行う。コロナ禍にはYouTube活動も始め、Koki@ピアノ という名前で海外のストリートピアノやヨーロッパの様子・インタビューなどを積極的に行う。ポーランド語ドッキリの動画は400万回再生（2023年12月時点）を突破しており、チャンネル登録者数も1万人（2021年12月時点）を突破している。
2023年より、プレスト・コンサートエージェンシー (ポーランド)とエージェント契約を結び、ポーランド・ワルシャワ旧市街にあるフレデリク・コンサートホールで月10～50回以上ショパンリサイタルを行う。

## ディスコグラフィー

### アルバム
- 2023年 - 1stアルバム “Chopin” をリリース。

## メディア

### テレビ
- 空港ピアノ「ワルシャワ」 （2022年12月30日 -、NHK BS1）
- Telewizyjny Kurier Warszawski （2023年7月10日 -、TVP3）